# Rémelfing
Rémelfing là một xã trong vùng Grand Est, thuộc tỉnh Moselle, quận Sarreguemines, tổng Sarreguemines-Campagne. Tọa độ địa lý của xã là 49° 05' vĩ độ bắc, 07° 05' kinh độ đông. Rémelfing nằm trên độ cao trung bình là 263 mét trên mực nước biển, có điểm thấp nhất là 195 mét và điểm cao nhất là 280 mét. Xã có diện tích 2,62 km², dân số vào thời điểm 1999 là 1485 người; mật độ dân số là 566 người/km².

## Thông tin nhân khẩu
| 1962  | 1968  | 1975  | 1982  | 1990  | 1999  |
| ----- | ----- | ----- | ----- | ----- | ----- |
| 1 231 | 1 234 | 1 341 | 1 262 | 1 310 | 1 485 |